# Pseudospiris paidiformis
Pseudospiris paidiformis là một loài bướm đêm trong họ Noctuidae.